# منصوره (استان مستغانم)
منصوره (به عربی: منصورة) یک شهرداری در الجزایر است که در ناحیه ماسره واقع شده‌است. منصوره ۱۵٬۶۴۱ نفر جمعیت دارد.